# Етцендорф
Етцендорф (нем. Jetzendorf) — община в Германии, в земле Бавария. 
Подчиняется административному округу Верхняя Бавария. Входит в состав района Пфаффенхофен-на-Ильме.  Население составляет 2991 человек (на 31 декабря 2010 года). Занимает площадь 21,72 км².

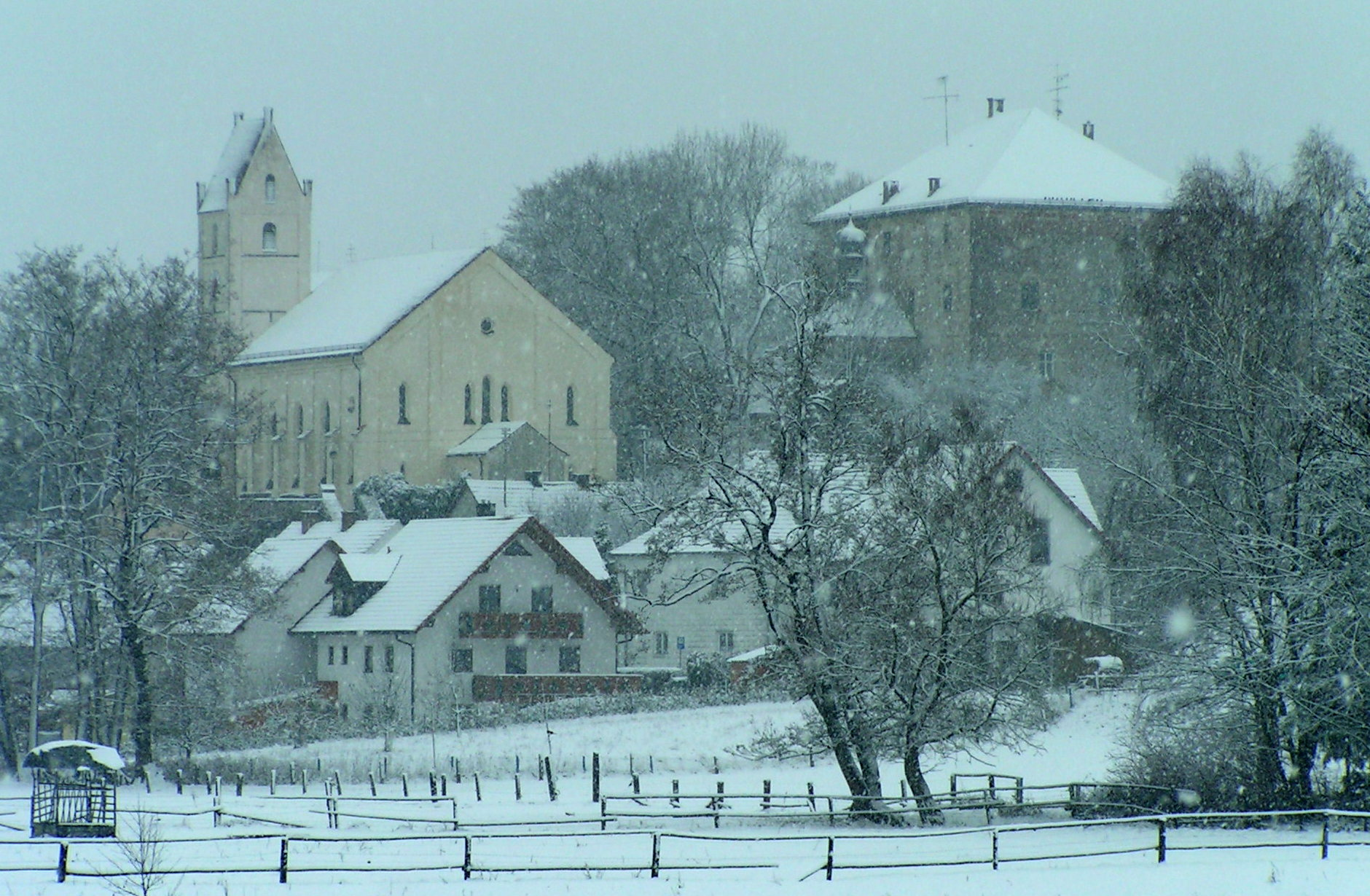
Замок